# 하나 훅스트라
하나 훅스트라(Hannah Hoekstra, 1987년 2월 10일 ~ )는 네덜란드의 배우이다. 황금송아지상 영화 부문 여우주연상 2회(2012년, 2016년) 수상자이다. 2017 베를린 국제 영화제 슈팅스타상 공동수상자이다.

## 출연 작품
- 아서와 클레어 (2018)
- 더 퓨리 (2016)
- 써니 사이드 업 (2015)
- 더 커널 (2014)
- 앱 (2013)
- 미즈 키즈 (2012)
- 헤멜 (2012)